# Maison-mère
Pour l’article homonyme, voir Société mère.
 (janvier 2024).
Si vous disposez d'ouvrages ou d'articles de référence ou si vous connaissez des sites web de qualité traitant du thème abordé ici, merci de compléter l'article en donnant les références utiles à sa vérifiabilité et en les liant à la section « Notes et références ».
La maison-mère, dans le langage usuel des instituts de vie consacrée, est la maison où fut fondée la première communauté religieuse d’un nouvel institut.

## Histoire
C'est de la maison-mère que sont partis les groupes fondateurs d’autres couvents ou institutions apostoliques. Cela peut signifier également la maison où réside habituellement le supérieur général ou la supérieure générale, avec son gouvernement et l’administration générale de la congrégation religieuse ; il est plus correct alors de parler de maison générale ou de maison généralice. Ainsi par exemple pour les congrégations des Sœurs de la Providence de Portieux, la maison générale est à Paris, mais la maison-mère est à Portieux.
L’usage du terme, qui n’a pas de valeur canonique, est plus commun parmi les instituts féminins que masculins de vie religieuse. Il peut avoir de plus une connotation affective si la maison-mère fut celle où vécut et mourut la fondatrice de l’institut. L’ordre de Cîteaux, qui dans sa Carta Caritatis avait un système structuré de filiation monastique, parle d’« abbaye-mère » et « abbaye-fille » ; les différentes « branches » de l'ordre dépendaient en outre chacune d'une abbaye primaire qui avait autorité sur l'ensemble de sa lignée.
Par extension, le mot est entré dans le vocabulaire des entreprises commerciales ayant leur quartier général et branches locales. On y parle communément de la « maison-mère » et ses succursales.